# Lijst van spelers van Bayer 04 Leverkusen
Deze lijst omvat voetballers die bij de Duitse voetbalclub Bayer 04 Leverkusen spelen of gespeeld hebben. De spelers zijn alfabetisch gerangschikt.

## A
- Daniel Addo
- Holger Aden
- René Adler
- Lucas Alario
- Marcus Anfang
- Charles Aránguiz
- Athirson

## B
- Marko Babić
- Leon Bailey
- Hanno Balitsch
- Michael Ballack
- Sergej Barbarez
- Tranquillo Barnetta
- Dieter Bast
- Yıldıray Baştürk
- Julian Baumgartlinger
- Ralf Becker
- Christian Beer
- Zvonko Bego
- Leo Behring
- Stefan Beinlich
- Karim Bellarabi
- Lars Bender
- Sven Bender
- Hans Benzler
- Dimitar Berbatov
- Daniel Bierofka
- Werner Biskup
- Ulrich Bittorf
- Tomasz Bobel
- Fred-Werner Bockholt
- Erhard Bolduan
- Mile Božić
- Julian Brandt
- Thomas Brdarić
- Hans Broichhausen
- Helmut Brücken
- Matthias Brücken
- Klaus Bruckmann
- Dmitri Boelykin
- Andrzej Buncol
- Thorsten Burkhardt
- Hans-Jörg Butt

## C
- Jan-Ingwer Callsen-Bracker
- Manuel Cardoni
- Daniel Carvajal
- Gonzalo Castro
- Cha Bum-kun
- Angelos Charisteas
- Vedran Ćorluka
- Domenico Cozza
- Cris

## D
- Danny da Costa
- Markus Daun
- Jean-Pierre de Keyser
- Pierre de Wit
- Sven Demandt
- Dietmar Demuth
- Eren Derdiyok
- Taifour Diané
- Oliver Dittrich
- Constant Djakpa
- Hüzeyfe Dogan
- Erik Domaschke
- Landon Donovan
- Tom Dooley
- Bernd Dreher
- Günter Drews
- Sascha Dum
- Anel Džaka

## E
- Manfred Eickerling
- Kurt Eigl
- Nasir El Kasmi
- Bernd Elfering
- Markus Elmer
- Emerson
- Ralf Ewen

## F
- Wolfgang Fabian
- Holger Fach
- Ralf Falkenmayer
- Ricardo Faty
- Andreas Fehse
- Marcus Feinbier
- Markus Feldhoff
- Benedikt Fernandez
- Junior Fernándes
- Andreas Fischer
- Peter Fleischheuer
- Franco Foda
- França
- Paul Freier
- Manuel Friedrich
- Clemens Fritz
- Martin Frýdek

## G
- Theofanis Gekas
- Jürgen Gelsdorf
- Frank Germann
- Roman Geschlecht
- Fabian Giefer
- Willi Gierlich
- Maurice Gillen
- Anders Giske
- Frank Glaß
- Jürgen Glowacz
- Harry Gniech
- Falko Götz
- Uwe Greiner
- Vratislav Greško
- Andre Gumprecht

## H
- Karl Habets
- Karim Haggui
- Stephan Hanke
- Minas Hantzidis
- Pavel Hapal
- Markus Happe
- Benno Hartmann
- Christian Hausmann
- Kai Havertz
- Jens Hegeler
- Dirk Heinen
- Jan Heintze
- Frankie Hejduk
- Sebastian Helbig
- Patrick Helmes
- Matthias Hemmersbach
- Henrique
- Peter Hermann
- Javier Hernández
- Valentin Herr
- Heiko Herrlich
- Ingo Hertzsch
- Dieter Herzog
- Dirk Hielscher
- Florian Hinterberger
- Guido Hoffmann
- Torben Hoffmann
- Willi Hölzgen
- Mathias Hönerbach
- Thomas Hörster
- Hajime Hosogai
- Sami Hyypiä
- Yusuf Huyuk

## J
- Tin Jedvaj
- Jermaine Jones
- Jorginho
- Nicolai Jørgensen
- Juan
- Walter Junghans
- Roque Júnior
- Frank Jurić

## K
- Michal Kadlec
- Radosław Kałużny
- Kevin Kampl
- Burak Kaplan
- Manfred Kastl
- Gerhard Kentschke
- Stefan Kießling
- Gábor Király
- Thorsten Kirschbaum
- Ulf Kirsten
- Pavle Kiš
- Hermann Klebs
- Thomas Kleine
- Uwe Klimaschefski
- Peter Klimke
- Wilfried Klinge
- Horst Knauf
- Stefan Kohn
- Dominik Kohr
- Willi Korth
- Niko Kovač
- Robert Kovač
- Christoph Kramer
- Martin Kree
- Dario Krešić
- Toni Kroos
- Jacek Krzynowek
- Atanas Kurdov
- Markus Kurth

## L
- Danko Lazović
- Adam Ledwoń
- Lars Leese
- Hans-Peter Lehnhoff
- Bernd Leno
- Marek Leśniak
- Volker Lindinger
- Dirk Lottner
- Lucas
- Teddy Lucic
- Lúcio
- Jürgen Luginger
- Ioan Lupescu

## M
- Ahmed Madouni
- Hubert Makel
- Zoran Mamić
- Manfred Manglitz
- Marquinhos
- Hans-Werner Marx
- Ioannis Masmanidis
- Adam Matysek
- Noah Mbamba
- Jonas Meffert
- Admir Mehmedi
- Erik Meijer
- Jens Melzig
- Klaus Meul
- Alexander Meyer
- Arkadiusz Milik
- Aaron Mokoena
- Herbert Mühlenberg
- Markus Münch

## N
- Andreas Nagel
- Jupp Nehl
- Thorsten Nehrbauer
- Andreas Neuendorf
- Oliver Neuville
- Jens Nowotny
- Jörg Nowotny

## O
- Bastian Oczipka
- Pascal Ojigwe
- Arne Larsen Økland
- Terje Olsen
- Michael Javier Ortega
- Levin Öztunalı
- Sezer Öztürk

## P
- Oliver Pagé
- Zvonko Pamić
- Kyriakos Papadopoulos
- Michal Papadopulos
- Mehdi Pashazadeh
- Wolfgang Patzke
- Paulo Sérgio
- Oliver Petersch
- Thanos Petsos
- Hans Pfeiffer
- Heinz Pier
- Diego Placente
- Emanuel Pogatetz
- Joel Pohjanpalo
- Manfred Pomp
- Walter Posner
- Christoph Preuß

## Q
- Willi Quasten

## R
- Jürgen Radschuweit
- André Ramalho
- Carsten Ramelow
- Ramon
- Jörg Reeb
- Dieter Regh
- Willi Rehbach
- Dirk Rehbein
- Thomas Reichenberger
- Stefan Reinartz
- Alois Reinhardt
- Knut Reinhardt
- Renato Augusto
- Panagiotis Retsos
- Claudio Reyna
- Julian Riedel
- Theodor Rieländer
- Mike Rietpietsch
- Paulo Rink
- Karl-Heinz Ripkens
- Marcel Risse
- Jürgen Röber
- Robson Ponte
- Reinhard Roder
- Rodrigo
- Klaus Röhrig
- Simon Rolfes
- Wolfgang Rolff
- Roque Júnior
- Timo Röttger
- René Rydlewicz

## S
- Frank Saborowski
- Christian Sackewitz
- Kenan Sahin
- Sidney Sam
- Hans Sarpei
- Hans-Jürgen Scheinert
- Dirk Schlegel
- Jörg Schmadtke
- Bernd Schneider
- Heiko Scholz
- Frank-Michael Schonert
- Sebastian Schoof
- Christian Schreier
- Marko Schröder
- Bernard Schuiteman
- Horst Schultz
- Klaus Schulze
- Daniel Schumann
- Manfred Schumann
- André Schürrle
- Bernd Schuster
- Daniel Schwaab
- Pirmin Schwegler
- Zoltán Sebescen
- Erich Seckler
- Burkhard Segler
- Christoph Siefkes
- Jan Šimák
- Daley Sinkgraven
- Lukas Sinkiewicz
- Bent Skammelsrud
- Norbert Sobbe
- Karl-Heinz Spikofski
- Miroslaw Spizak
- Matthias Stammann
- Tom Starke
- Fredrik Stenman
- Uwe Stöver
- Richard Sukuta-Pasu
- Peter Surbach
- Peter Szech

## T
- Josip Tadić
- Jonathan Tah
- Klaus Täuber
- Hubert Tenbrink
- Andreas Thom
- John Thorrington
- Tita
- Mario Tolkmitt
- Ömer Toprak
- Assimiou Touré
- Jens Tschiedel

## V
- Domagoj Vida
- Arturo Vidal
- Wolfgang Vöge
- Kevin Volland
- Rüdiger Vollborn
- Rudi Völler
- Markus von Ahlen
- Andriy Voronin
- Andreas Voss
- Jurica Vranješ

## W
- Herbert Waas
- Franz Wichelhaus
- Leo Wilden
- Helmut Winklhofer
- Thorsten Wittek
- Rudolf Wojtowicz
- Franz-Josef Wolfframm
- Ingo Wollenberg
- Claus-Dieter Wollitz
- Philipp Wollscheid
- Christian Wörns

## Y
- Daryoush Yazdani
- David Yelldell

## Z
- Peter Zanter
- Tomasz Zdebel
- Zé Elias
- Zé Roberto
- Thomas Zechel
- Michael Zepek
- Norbert Ziegler
- Boris Živković
- Pascal Zuberbühler
- Markus Zuraski